# علی‌اکبر علیزاده برمی
علی‌اکبر علیزاده برمی (زادهٔ ۲۰ شهریور ۱۳۳۸) نظامی و سیاستمدار ایرانی است که‌ نماینده دامغان در دورهٔ یازدهم و دوازدهم مجلس شورای اسلامی است. او فعالیت خود را از سپاه پاسداران آغاز کرد. وی توانست در یازدهمین انتخابات مجلس شورای اسلامی با کسب ۱۱ هزار و ۲۱ رای از مجموع ۳۹ هزار و ۷۶۹ رای از حوزه انتخابیه دامغان انتخاب گردد.